# Blauwe plekken (album)
Blauwe plekken is een studioalbum van Herman van Veen, verschenen in 1989. Het album werd opgenomen in diverse studio’s in Nederland en Duitsland. Van het album werden de nummers Blauwe plekken en Wat de oude vrouw bad op single uitgebracht.

## Nummers
| Nr. | Titel                 | Schrijver(s)                                          | Duur |
| --- | --------------------- | ----------------------------------------------------- | ---- |
| 1.  | Blauwe plekken        | Heinz Rudolf Kunze, Hanneke Holzhaus                  | 4:21 |
| 2.  | Rijp                  | Herman van Veen, Heinz Rudolf Kunze, Hanneke Holzhaus | 3:37 |
| 3.  | Wolf & vampier        | Herman van Veen, Heinz Rudolf Kunze, Hanneke Holzhaus | 5:16 |
| 4.  | Melk en honing        | Henk Temming, Rob Chrispijn                           | 4:50 |
| 5.  | Zonder pardon         | Herman van Veen, Heinz Rudolf Kunze, Hanneke Holzhaus | 3:24 |
| 6.  | Wat de oude vrouw bad | Pim Koopman, Herman van Veen, Willem Wilmink          | 4:33 |

| 1.                 | Chanson de malheur             | Henk Temming, Henk Westbroek                                    | 6:10 |
| 2.                 | Het vlot                       | Hanneke Holzhaus, Herman van Veen, Manfred Maurenbrecher        | 3:30 |
| 3.                 | De koekoek in de klok          | Herman van Veen, Hanneke Holzhaus, Heinz Rudolf Kunze           | 3:54 |
| 4.                 | Kusje                          | Herman van Veen, Theo Olthuis                                   | 3:18 |
| 5.                 | Tango met de dood              | Henk Temming, Hanneke Holzhaus, Henk Westbroek, Herman van Veen | 5:44 |
| 6.                 | Wie vertelt het mij            | Henk Temming, Henk Westbroek, Herman van Veen                   | 3:18 |
| 7.                 | Blauwe plekken (Instrumentaal) | Heinz Rudolf Kunze, Henk Temming, Sander van Herk               | 1:52 |
| Totale duur: 53:50 |                                |                                                                 |      |